# Davit Bek
Davit Bek (em arménio: Դավիթ Բեկ; morto em 1728) foi uma das figuras mais relevantes do movimento de liberação arménio do século XVIII dirigido contra as forças do Império Otomano e os Safávidas. Vinha de Misqueta na Geórgia e chegou ao Carabaque e ao Siunique em 1722. Organizou várias milícias populares no Siunique, apoiado pelo rei georgiano Vactangue. Desde a fortaleza de Halidsor (perto de Capã) provocou várias derrotas aos turcos, que propiciaram a independência do Siunique; muito embora depois da sua morte a república não aguentou e desapareceu em 1730, mas deixou um importante antecedente.

## Biografia
Numa altura na qual o Cáucaso estava no meio duma luta entre os dous gigantes, o Império Otomano e a Pérsia safávida havia muita instabilidade e o Império Russo começou a cobiçar o domínio destas terras. Depois da paz entre os dous países muçulmanos a maioria da Arménia oriental ficou baixo o domínio persa, o povo arménio atingiu bastante prosperidade e foi aí que a Pérsia começou a fraquejar devido à crescente influência britânica na região, surgiram então as aspirações nacionais arménias ganharam força e um desses insurgentes era Davit Bek. Quando cairam os safávidas e Pedro I da Rússia invadiu a região do Cáspio, Davit Bek ofereceu-se para ajudar o czar na sua guerra, depois do czar ter assinado a paz com os turcos, Davit Bek dedicou-se a defender a região contra o ataque destes. Pela sua lavra na protecção das fronteiras foi agraciado pelo Xá Tamaspe como comandante supremo do Cáucaso meridional e Nader Xá outorgou vários privilégios aos arménios.

## Legado
Davit Bek é considerado uma das figuras mais relevantes da Arménia e um dos símbolos do nacionalismo arménio. Em 1880–1882 o poeta Raffi escreveu uma novela sobre Davit Bek, falando da importância do patriotismo armado.
A sua pessoa tem sido usada para fins políticos e propagandísticos, por ejemplo durante a União Soviética na RSS da Arménia.
Em 1944, durante a Segunda Grande Guerra, o filme de estilo histórico e épico David Bek foi feito pelo director Hamo Beknazarian.
Bek é a personagem principal duma ópera, David Bek, composta por Armen Tigranian inspirado na obra de Raffi.